# Benigno Quiroga y López Ballesteros
Benigno Quiroga y López Ballesteros (Santiago de Compostela, 1850-Madrid, 3 de marzo de 1908) fue un ingeniero y político español, ministro de la Gobernación durante el reinado de Alfonso XIII.

## Biografía
Nació en Santiago de Compostela (provincia de La Coruña) en 1850. Hijo del hidalgo Salvador María Quiroga Puga y de Teresa López-Ballesteros Santamarina, hija a su vez de Luis López Ballesteros, ministro durante el reinado de Fernando VII.
Era ingeniero de montes. Liberal moretista, tuvo como feudo el distrito electoral de Lugo, por el que obtuvo acta de diputado a Cortes en las sucesivas elecciones celebradas en 1881, 1884, 1886, 1891, 1893, 1896, 1898, 1899, 1901, 1903 y 1905. En los comicios de 1907 resultó elegido por el distrito de Daimiel. Desempeñó el cargo de ministro de Gobernación en dos ocasiones: entre el 10 de junio y el 6 de julio de 1906, y entre el 30 de noviembre y el 4 de diciembre de 1906, ambos gobiernos encabezados por Segismundo Moret.
Estuvo casado desde 1873 con Julia Espín y Pérez de Collbrand, musa de Gustavo Adolfo Bécquer, que falleció en 1906. El matrimonio tuvo tres hijos, entre ellos Joaquín Quiroga Espín, primer conde de Quiroga Ballesteros en el año 1931. Estuvo domiciliado en el número 36 de la calle de Alcalá.
Falleció a las ocho de la mañana del 3 de marzo de 1908.